# Francesco D'Aniello
Francesco D'Aniello, né le 21 mars 1969 à Nettuno, est un tireur sportif italien. 

## Biographie
Le tireur italien est champion du monde en 2007 et en 2009. Aux Jeux olympiques de 2008 à Pékin, il obtient la médaille d'argent en double trap. En septembre 2008, il est fait officier de l'Ordre du Mérite de la République italienne
Il participe à l'épreuve de double trap des Jeux olympiques de 2012 à Londres, terminant à la huitième place.